# Sandridge
Sandridge is een civil parish in het bestuurlijke gebied St Albans, in het Engelse graafschap Hertfordshire met 11.451 inwoners (2011).

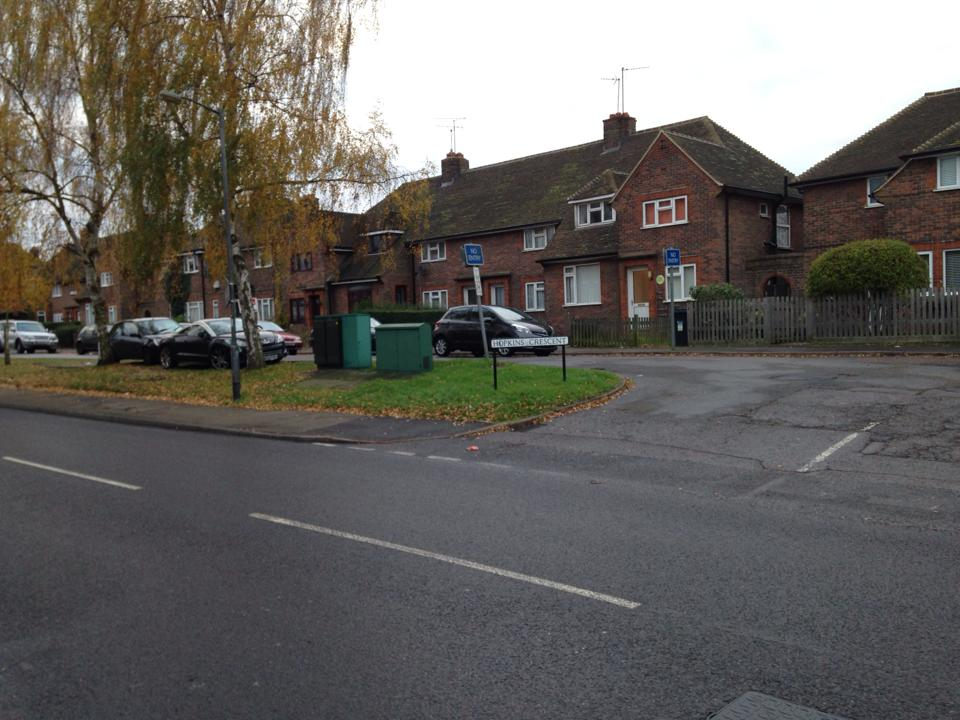
Hopkins Crescent

## Geboren
- John Davis (1550-1605), ontdekkingsreiziger